# Rudolf Svensson
Johan Rudolf Svensson (27. března 1899 Gudhem – 4. prosince 1978 Bromma) byl švédský zápasník.
Startoval na třech olympijských hrách, z toho jedenkrát v obou stylech. Při svém prvním startu v Paříži 1924 vybojoval stříbro jak v řecko-římském, tak ve volném stylu. V roce 1928 v Amsterdamu a v roce 1932 v Los Angeles vybojoval zlato v řecko-římském stylu. V roce 1921 a 1922 vybojoval stříbro na mistrovství světa. V letech 1925 a 1933 vybojoval zlato, v letech 1929, 1931 a 1934 stříbro na mistrovství Evropy.